# Thekla Walker

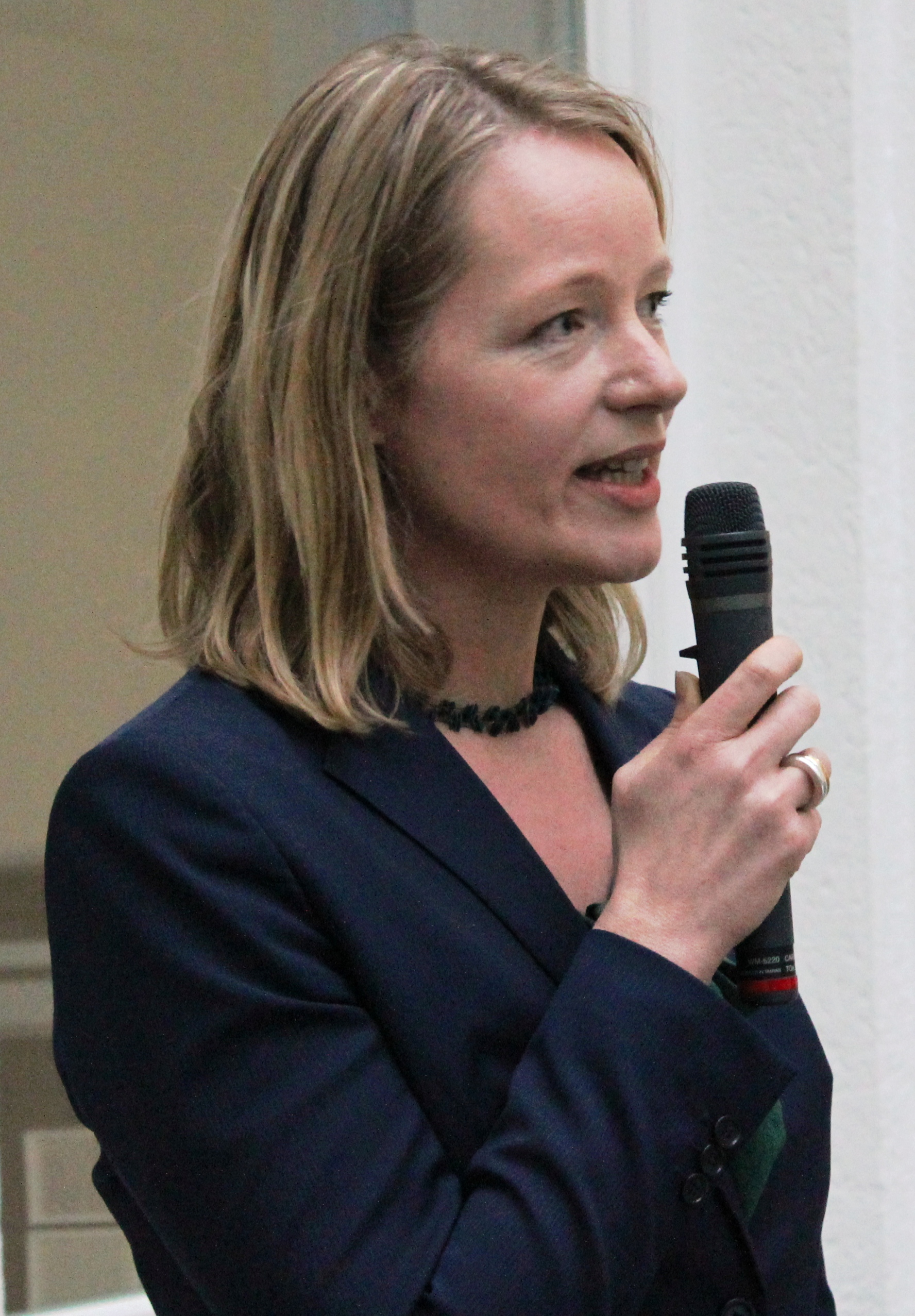
Thekla Walker (2012)

Thekla Walker (* 28. März 1969 in Dülmen) ist eine deutsche Politikerin (Bündnis 90/Die Grünen). Sie ist seit Mai 2016 Mitglied des Landtags von Baden-Württemberg für den Landtagswahlkreis Böblingen. Seit Mai 2021 ist sie baden-württembergische Ministerin für Umwelt, Klima und Energiewirtschaft.

## Leben und Beruf
Thekla Walker absolvierte das Abitur 1988 in Schelklingen, danach studierte sie von 1989 bis 1997 Geschichte und Amerikanistik an der Eberhard Karls Universität Tübingen (ohne Abschluss). Von 1993 bis 1999 arbeitete sie im Haus der Geschichte Baden-Württemberg. Von 2002 bis 2004 war sie Beauftragte der Stadt Göppingen für Marketing. Von 2002 bis 2003 absolvierte sie eine Weiterbildung zur Naturpädagogin an der Naturschule Freiburg. Zwischen 2003 und 2006 absolvierte sie an der Freien Hochschule Stuttgart, Seminar für Waldorfpädagogik einen Berufsbegleitenden Kurs zur Ausbildung zum Klassenlehrer. Von 2004 bis 2005 war sie freie Mitarbeiterin beim Evangelischen Missionswerk in Südwestdeutschland (heute: Evangelische Mission in Solidarität) und dem Evangelischen Verein für die Schneller Schulen im Nahen Osten. Danach bis 2008 war sie Referentin für Presse- und Öffentlichkeitsarbeit beim Bund der Freien Waldorfschulen. 2009 bis 2012 war sie Projektleiterin beim Naturschutzbund Deutschland (NABU) Stuttgart sowie Dozentin für Naturpädagogik an der Dualen Hochschule Baden-Württemberg Stuttgart. Sie ist verheiratet und hat zwei Kinder.

## Politik

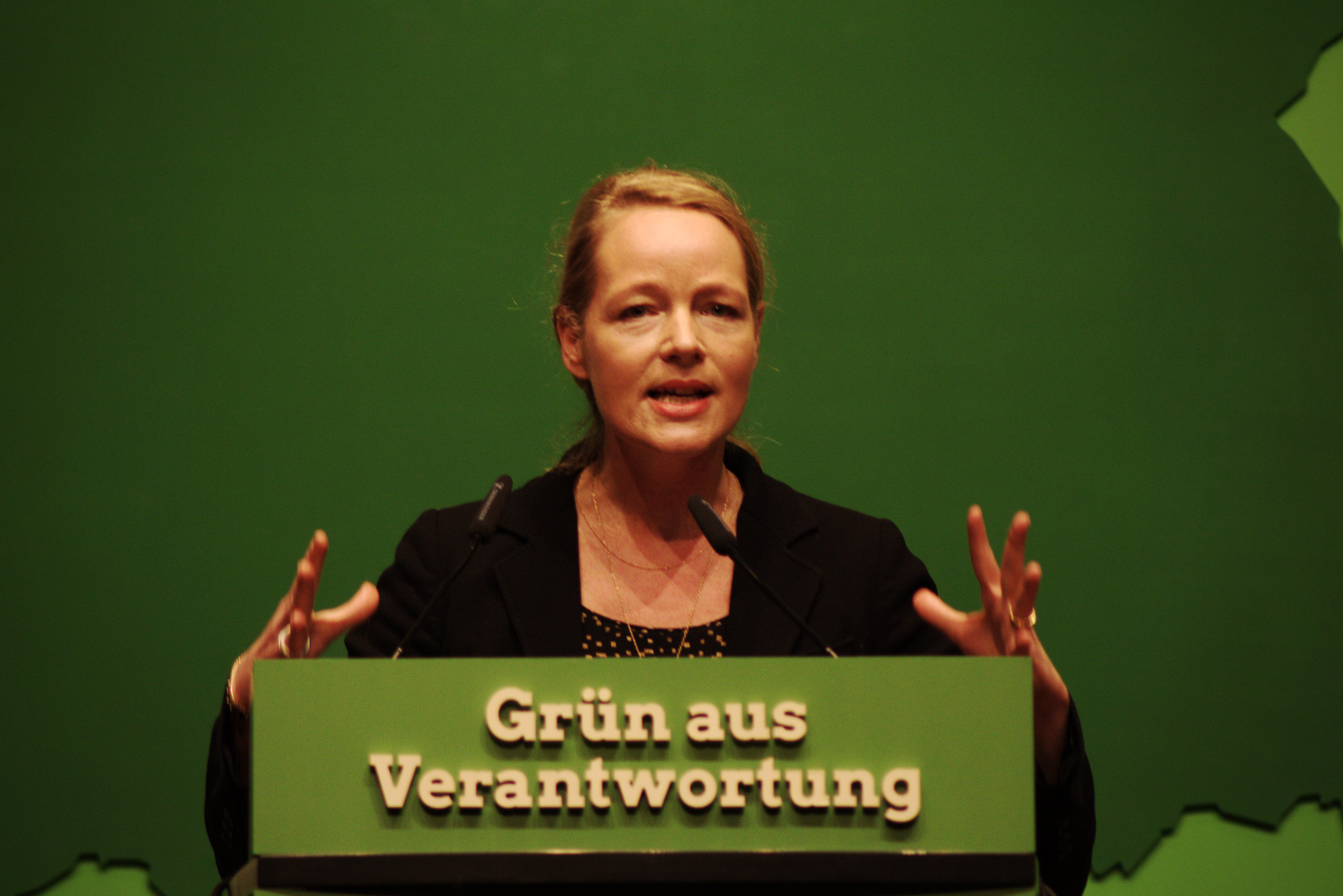
Thekla Walker auf dem Grünen-Parteitag in Reutlingen 2015

Thekla Walker engagiert sich seit 2008 für die Grünen. Sie war von 2009 bis 2014 Stadträtin in Stuttgart und vom 8. Oktober 2011 bis zum 19. November 2016 eine der beiden Landesvorsitzenden der Bündnis 90/Die Grünen Baden-Württemberg. Seit 2014 ist sie für das Land Baden-Württemberg zudem Mitglied im Hörfunkrat des Deutschlandradios. Am 10. Februar 2015 berichtete die Stuttgarter Zeitung, dass Walker im Wahlkreis 5 - Böblingen für die Landtagswahl 2016 kandidieren möchte. Am 16. April 2015 wurde sie auf der Nominierungsveranstaltung der Grünen in Sindelfingen mit 97,5 % der Stimmen als Landtagskandidatin bestätigt.
Bei der Landtagswahl 2016 konnte Thekla Walker mit 37 Stimmen Vorsprung das erste grüne Direktmandat im Landtagswahlkreis Böblingen erringen und war ab Mai 2016 Mitglied des Landtags von Baden-Württemberg. Sie war finanz- und tierschutzpolitische Sprecherin der Grünen-Fraktion und deren stellvertretende Fraktionsvorsitzende. Bei der Landtagswahl 2021 konnte sie ihr Direktmandat mit 31,4 % der Stimmen verteidigen.
Seit Mai 2021 ist sie im Kabinett Kretschmann III baden-württembergische Ministerin für Umwelt, Klima und Energiewirtschaft.